# ケプラー444c
ケプラー444c（英語: Kepler-444c）とは地球からこと座の方向に117光年離れたところにある太陽の75%の質量と半径しか持たないK型主系列星、ケプラー444を公転している太陽系外惑星である。半径は地球のほぼ半分と太陽系外惑星の中では最小の部類に属する。この大きさからケプラー444cは地球のような岩石惑星とされている。しかし、ケプラー444からわずか0.04881AU（730万km）しか離れていない為、表面温度は799K（526℃）にもなり、生命が存在していける可能性はほとんどない。